# Димитър Киранов
Димитър Стефанов Киранов е български офицер, санитарен генерал-майор, началник на 1-ва дивизионна болница (1894 – 1904), началник на българската медицинска бригада през Руско-японската война (1904 – 1905), главен лекар на българската войска през Балканската (1912 – 1913) и Междусъюзническата (1913), заместник дивизионен лекар в 1-ва софийска дивизионна област през Първата световна война (1915 – 1918).

## Биография
Димитър Киранов е роден на 24 октомври 1859 в Чумлекьой, Руска империя в българско семейство. Завършва гимназия в Кишинев, след което заминава за Княжество България, където отбива военната си служба. След уволнението от казармата е изпратен на държавни разноски да учи в Императорската военномедицинска академия в Санкт Петербург (Петербургската медико-хирургическа академия) и става първият българин, който я завършва след Освобождението. След завършването ѝ през 1885 г. се завръща в Княжеството, на 27 април 1886 г. е произведен в чин подпоручик, на 7 август 1890 г. чин капитан, а на 2 август 1894 в чин майор, като от завършването до 1895 г. служи в различни гарнизони, когато е изпратен за две години на специализация във Виена по хирургия и оториноларингология. След специализацията от януари до юни 1897 г. санитарният майор Димитър Киранов служи на най-високата военно-медицинска длъжност – началник на Санитарното управление. В периода 1897 – 1904 г. е началник на 1-ва софийска дивизионна болница, като на 1901 г. е произведен в чин санитарен подполковник.
Взема участие в Руско-японската война (1904 – 1905) като началник българската медицинска бригада от състава на Манджурската армия на Руската императорска армия. След като се завръща, за няколко години напуска войската, но се завръща през 1908 г. и е назначен за началник на Военносанитарната инспекция при Министерството на войната, като през следващата година е произведен в чин санитарен полковник. През Първата световна война (1915 – 1918) заместник дивизионен лекар в 1-ва софийска дивизионна област, за която служба съгласно заповед № 463 от 1921 по Министерството на войната е награден с орден „Св. Александър“, III степен, с мечове отгоре. През войната е член на Върховния медицински съвет и участва организацията на лечебната работа по всички фронтове и във вътрешността на страната. След войната преминава в запаса. Умира през 1924 година.

## Военни звания
- Санитарен подпоручик (27 април 1886)
- Санитарен капитан (7 август 1890)
- Санитарен майор (2 август 1894)
- Санитарен подполковник (1901)
- Санитарен полковник (1909)
- Санитарен генерал-майор